# Ковалёв, Павел Петрович
Павел Петрович Ковалёв (20 декабря 1918, Городнянский район Черниговская область, УССР, СССР — 11 февраля 1978) — советский хозяйственный, государственный и политический деятель, директор совхоза «Зилупе» Лудзенского района Латвийской ССР. Герой Социалистического Труда (1965).

## Биография
Родился в 1918 году в Городнянском районе. Член КПСС с 1942 года.
Участник Великой Отечественной войны, заместитель командира батареи 1201-го стрелкового полка, командир 80-го отдельного истребительного противотанкового дивизиона. С 1947 года — на хозяйственной, общественной и политической работе. В 1947—1975 гг. — инструктор, заведующий отделом, второй секретарь Зилупского райкома КП Латвии, секретарь парткома, директор совхоза «Зилупе» Лудзенского района Латвийской ССР.
Указом Президиума Верховного Совета СССР от 1 октября 1965 года присвоено звание Героя Социалистического Труда с вручением ордена Ленина и золотой медали «Серп и Молот».
Делегат XXIII съезда КПСС.
Умер в Лудзенском районе в 1978 году.